# William Fothergill Cooke

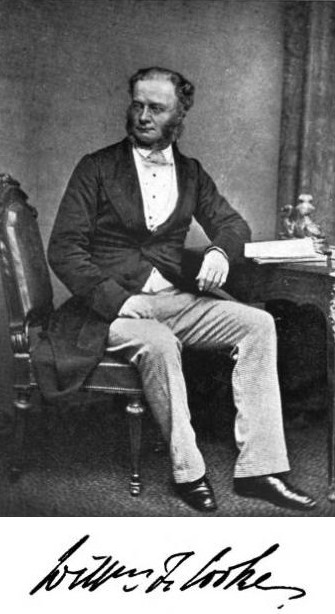
William Fothergill Cooke

William Fothergill Cooke (1806–1879) – angielski wynalazca, pionier telegrafii. W 1837 roku opatentował (wraz z Charlesem Wheatstonem) elektromagnetyczny telegraf igiełkowy o pięciu igłach. W 1845 roku opatentował ulepszoną wersję swojego telegrafu posiadającą jedną igłę. Wynalazek Cooke'a i Wheatstonem zastosowano w angielskim kolejnictwie.
William Fothergill Cooke był jednym ze współzałożycieli The Electric Telegraph Company, pierwszej na świecie firmy działającej w branży telegrafii.
Posiadał tytuł szlachecki Sir.